# Savva. Serdtse voina
Savva. Serdtse voina (russisk: Савва. Сердце воина, da.: Savva. Krigerens hjerte) er en russisk animationsfilm fra 2015 instrueret af Maksim Fadejev.

## Medvirkende
- Maksim Tjikhatjiov som Savva
- Marija Kozjevnikova
- Fjodor Bondartjuk som Elza
- Konstantin Khabenskij som Anggee
- Lolita Miljavskaja som Jozee